# Ґаудія-вайшнавізм
Запит «Свідомість Крішни» перенаправляється сюди.
Ґаудія-вайшнавізм (Gauḍīya Vaiṣṇavism IAST; також бенґальський вайшнавізм, Чайтан'я-вайшнавізм або кришнаїзм) — релігійна традиція всередині індуїзму, являє собою напрям або гілку вайшнавізму. Послідовників Ґаудія-вайшнавізму називають вайшнава або кришнаїтами. «Ґаудія» походить від історичного назви провінції у Східній Індії — «Ґаудадеша», яка розташовувалася на території сучасної Західної Бенґалії і частині Банґладеш, — саме там зародився і отримав своє початкове поширення Ґаудія-вайшнавізм; «вайшнавізм» означає „поклоніння Вішну“.